# Vladimir Obuchov
Vladimir Borisovič Obuchov (in russo Владимир Борисович Обухов?; Bukhara, 8 febbraio 1992) è un calciatore russo attaccante svincolato.

## Carriera

### Club
Ha giocato nella prima divisione russa.

### Nazionale
Ha debuttato con la maglia della nazionale Under-21 durante le qualificazioni al campionato europeo di categoria nel 2015.

## Palmarès

### Club

#### Competizioni nazionali
- Campionato russo di seconda divisione: 1

Tambov: 2018-2019